# Lunar Orbiter 2

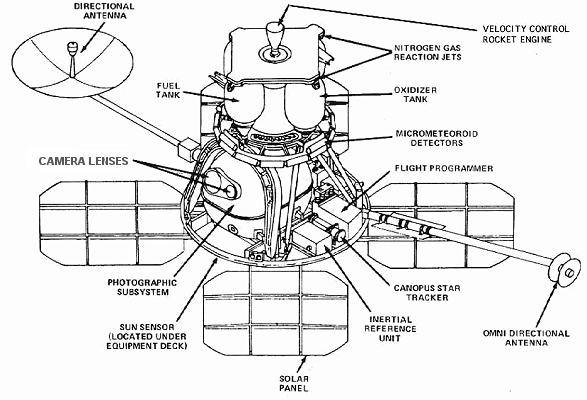
Ein Diagramm der Lunar-Orbiter-Sonden

Lunar Orbiter 2 war die zweite von fünf Mondsonden des Lunar-Orbiter-Programms der US-amerikanischen Weltraumorganisation NASA. Mit dem Lunar Orbiter-Programm sollte der Mond fotografisch erfasst und kartografiert werden, um so Landeplätze für die Raumsonden des Surveyor-Programms sowie für die bemannte Mondlandung zu finden.

## Mission

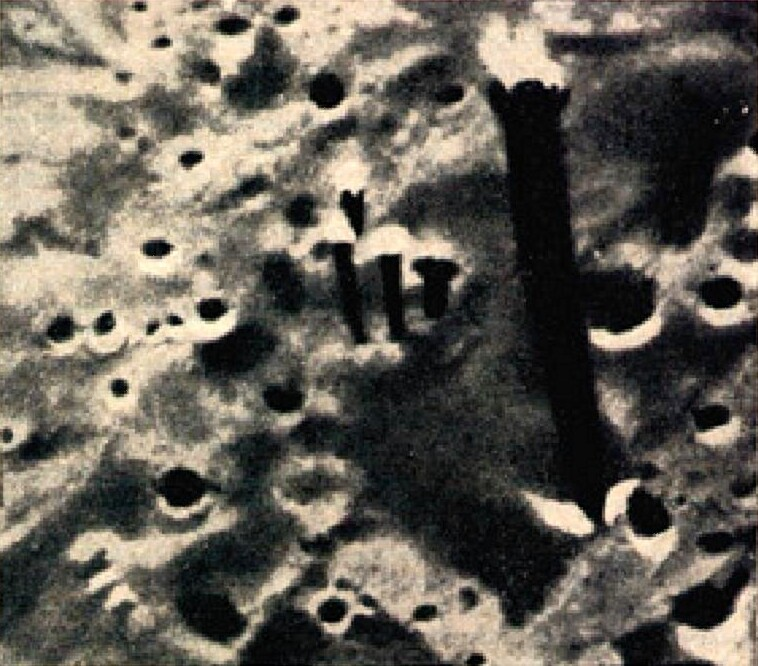
Aufnahme des Mare Tranquillitatis aus 47 km Höhe.

Lunar Orbiter 2 startete am 6. November 1966 an Bord einer Atlas-Agena D. Nach Erreichen der Parkbahn wurde die Sonde durch Zünden der Triebwerke auf eine Bahn zum Mond gebracht. Diesen erreichte sie 92,5 Stunden nach dem Start und schwenkte in eine stark elliptische Bahn von ungefähr 196 mal 1850 km. Sie war 12° gegen die Ekliptik geneigt. Da die meisten Landeplätze der nachfolgenden Sonden in Äquatornähe geplant waren, war eine stärkere Neigung nicht nötig.
Lunar Orbiter 2 nahm zwischen dem 18. und dem 25. November 1966 609 Bilder hoher und 208 Bilder mittlerer Auflösung auf und übermittelte diese bis zum 7. Dezember 1966 zur Erde. Die Bilder waren zumeist von ausgezeichneter Qualität und erreichten Auflösungen von 1 m. Darunter ist eine Schrägaufnahme des Kraters Copernicus, die von der Presse als "Bild des Jahrhunderts" aufgenommen wurde. Auch die anderen Systeme der Sonde arbeiteten einwandfrei und registrierten drei Einschläge von Mikrometeoriten. Lunar Orbiter 2 verblieb zu Verfolgungszwecken im Mondorbit, bis die Sonde am 11. Oktober 1967 bei 3,0° N, 119,1°O abstürzte.
Die genaue Absturzstelle konnte 2011 ermittelt und von der Lunar Reconnaissance Orbiter Camera (LROC) fotografiert werden. Die Trümmer der unter einem Winkel von etwa 45 Grad aufgeschlagenen Sonde erinnern an die Flügel eines Schmetterlings.